# London, Midland and Scottish Railway
Pour les articles homonymes, voir LMS.
La London, Midland and Scottish Railway (Chemin de fer londonien, midlandais et écossais, LMS) est une ancienne compagnie de chemin de fer britannique. 

## Historique
Elle fut créée le 1er janvier 1923 selon le « Railways Act 1921 », créant avec elle les compagnies London and North Eastern Railway, Great Western Railway et Southern Railway, connues sous le surnom des « Big Four » (les Quatre grandes).
Cette compagnie était non seulement la plus importante en matière de transport et notamment en termes d'exploitation du territoire britannique puisqu'elle couvrait une grande partie de l'Angleterre (le Midland), le Pays de Galles, l'Écosse et l'Irlande du Nord, mais aussi à l'échelle nationale en comparaison avec les entreprises d'autres secteurs. Elle constituait ainsi le second employeur du royaume après la compagnie des postes.
En 1938, la LMS exploitait en effet 11 056 km (6 870 miles) de voies de chemin de fer (sans compter les lignes situées en Irlande du Nord). Elle était par ailleurs la seule à couvrir les quatre nations constitutives du Royaume-Uni. Pourtant sa rentabilité s'est généralement avérée décevante, avec un taux de rendement de seulement 2,7 %.
La société est finalement intégrée à la British Railways lors de la nationalisation opérée en 1948 (« Railways Act 1947 »).